# کسپر یاندر
کسپر یاندر (انگلیسی: Caspar Jander؛ زادهٔ ۲۳ مارس ۲۰۰۳) بازیکن فوتبال اهل آلمان است که در پُست هافبک برای نورنبرگ بازی می‌کند.
وی پیش‌تر در ام‌اس‌وی دویسبورگ بازی کرده و سابقهٔ حضور در تیم‌های ملی زیر ۲۰ سال آلمان و زیر ۲۱ سال آلمان را دارد.

## دوران باشگاهی
یاندر نخستین بازی حرفه‌ای خود را برای ام‌اس‌وی دویسبورگ در تاریخ ۲۳ ژانویهٔ ۲۰۲۲، در دیدار خانگی لیگا ۳ برابر زاربروکن انجام داد. وی در تاریخ ۲ فوریهٔ ۲۰۲۲ قراردادی جدید امضا کرد که تا سال ۲۰۲۴ اعتبار داشت. نخستین گل او در پیروزی ۳–۲ برابر زاربروکن در تاریخ ۱۴ ژانویهٔ ۲۰۲۳ به ثمر رسید. در ژانویهٔ ۲۰۲۴، یاندر با نورنبرگ برای پیوستن در فصل ۲۰۲۴–۲۵ به توافق رسید.